# Deutsche Volksfront
Die Deutsche Volksfront, auch Zehn-Punkte-Gruppe genannt, war eine 1936 in Berlin gegründete und 1938 zerschlagene vorwiegend sozialdemokratisch geprägte Widerstandsgruppe um Hermann Brill gegen das nationalsozialistische Regime.

## Gründung und Ziele
Beeinflusst von Ereignissen im Ausland kam in Berlin eine Reihe von nicht emigrierten Sozialdemokraten zusammen, um am 21. Dezember 1936 ein Gründungsdokument für die Deutsche Volksfront zu erarbeiten. Unter diesen waren Otto Brass, Hermann Brill, Oskar Debus, Franz Petrich, Fritz Michaelis, Johannes Kleinspehn und Otto Jenssen. Ob auch die Abgesandte der Kommunistischen Internationale in Berlin, Elli Schmidt, daran beteiligt war, ist nicht klar erwiesen.
Das Manifest der Gruppe enthielt zehn Punkte – daher auch der Name der Vereinigung. Ziel war es, eine Plattform für alle liberalen, demokratischen, sozialistischen und kommunistischen Gruppen in Deutschland zu bilden. Die Gruppe strebte ein Deutschland der politischen, sozialen und wirtschaftlichen Demokratie an. Die Außenpolitik sollte auf Frieden und Versöhnung ausgerichtet sein. Im Bereich der Wirtschaftspolitik forderte die Gruppe ein Ende des nationalsozialistischen Reichserbhofgesetzes, die Aufteilung des Großgrundbesitzes sowie die Verstaatlichung der Großindustrie.
Die führende Persönlichkeit der Gruppe war Hermann Brill. Von diesem stammten auch die zentralen theoretischen Schriften „Deutsche Ideologie“ (1937), „Begründung eines deutschen Volksfrontprogramms“ (1937) sowie „Freiheit“ (1938). In den Schriften lehnte er einen deterministischen Marxismus ab und sprachen sich für eine geistige Erneuerung aus: „Ein neuer Mensch entsteht, kritisch, aktiv im Denken und Tun, schöpferisch und tragisch in erlebter Humanität.“

## Wirkung und Zerschlagung
Die Gruppe hatte sporadische Kontakte zum Exilvorstand der SPD und zur Sozialistischen Internationale in Brüssel, aber auch zur Gruppe Neu Beginnen. Kontakte mit der Exil-KPD in Moskau lehnte die Volksfront ab. Der Zwang zur Konspiration verhinderte indes eine nennenswerte Wirkung der Gruppe in Deutschland. Sie war zu schwach für einen direkten Widerstand und plante daher für die Zeit nach dem Zusammenbruch des NS-Regimes.
Im Jahr 1938 wurde die Gruppe von der Gestapo zerschlagen. Einige ihrer Mitglieder wurden 1939 verhaftet und zu hohen Zuchthausstrafen verurteilt.

## Volksfrontbestrebungen im Exil
Initiativen zu einer Volksfront aus SPD und KPD gab es seit längerem. Insbesondere von der Kommunistischen Internationale und der KPD wurde im Jahr 1935 eine Aktionseinheit der beiden Parteien gefordert. Die Exil-SPD lehnte dies nach den Erfahrungen während der Weimarer Republik ab. Vom Vorbild der Volksfrontregierungen in Frankreich und in Spanien beeinflusst, kam es 1936 in Paris zur Bildung eines Ausschusses zur Vorbereitung einer deutschen Volksfront, des sogenannten Lutetia-Kreises. Daran beteiligt waren unter anderem Willi Münzenberg, Heinrich Mann, Rudolf Breitscheid, Walter Ulbricht, Paul Hertz, Arnold Zweig, Lion Feuchtwanger und Georg Bernhard.